# Abid Sher Ali
Chaudhry Abid Sher Ali (* 21. November 1971 in Faisalabad) ist ein pakistanischer Politiker, der von August 2017 bis Mai 2018 im Kabinett von Shahid Khaqan Abbasi als Staatsminister für die Macht diente. Zuvor war er von 2013 bis 2017 Staatsminister für Wasser und Energie.
| Personendaten    | Personendaten            |
| ---------------- | ------------------------ |
| NAME             | Ali, Abid Sher           |
| ALTERNATIVNAMEN  | Ali, Chaudhry Abid Sher  |
| KURZBESCHREIBUNG | pakistanischer Politiker |
| GEBURTSDATUM     | 21. November 1971        |
| GEBURTSORT       | Faisalabad               |